# Jean-Julien Rojer
Jean-Julien Rojer (Curaçao, 25 de Agosto de 1981) é um tenista profissional de Curaçao, que já defendeu as Antilhas Holandesas mas hoje defende a Holanda. É especialista nas duplas, onde chegou a ser o 3° do ranking mundial e conquistou 31 títulos pela ATP.
No dia 10 de outubro de 2010, data da dissolução das Antilhas Holandesas, que tornaram Curaçao um país independente, Rojer conquistou seu primeiro título de duplas, no ATP 500 Tóquio.

## Duplas: 1 (1 título)
| Resultado | Ano  | Campeonato | Piso  | Parceiro    | Oponentes               | Placar             |
| --------- | ---- | ---------- | ----- | ----------- | ----------------------- | ------------------ |
| Campeão   | 2015 | Wimbledon  | Grama | Horia Tecău | Jamie Murray John Peers | 7-6(7-5), 6-4, 6-4 |

### Duplas Mistas: 1 (1 título)
| Posição | Ano  | Campeonato    | Piso   | Parceiro            | Oponentes                   | Placar           |
| ------- | ---- | ------------- | ------ | ------------------- | --------------------------- | ---------------- |
| Campeão | 2014 | Roland Garros | Saibro | Anna-Lena Grönefeld | Julia Görges Nenad Zimonjić | 4-6, 6-2, [10-7] |

## Masters 1000 finais

### Duplas: 2 (1 título, 1 vice)
| Posição | Ano  | Campeonato | Piso     | Parceiro             | Oponentes                            | Placar        |
| ------- | ---- | ---------- | -------- | -------------------- | ------------------------------------ | ------------- |
| Vice    | 2012 | Paris      | Duro (i) | Aisam-Ul-Haq Qureshi | Mahesh Bhupathi Rohan Bopanna        | 6–7(6–8), 3–6 |
| Campeão | 2013 | Miami      | Duro     | Aisam-Ul-Haq Qureshi | Mariusz Fyrstenberg Marcin Matkowski | 6–4, 6-1      |

## ATP Duplas

### Finais Vencidas (5)
| Legenda                                                     |
| Grand Slam (0)                                              |
| Tennis Masters Cup ATP World Tour Finals (0)                |
| ATP Masters Series ATP World Tour Masters 1000 (0)          |
| ATP International Series Gold ATP World Tour 500 Series (1) |
| ATP International Series ATP World Tour 250 Series (4)      |

| Títulos por superfície |
| Dura (3)               |
| Grama (0)              |
| Saibro (2)             |
| Carpete (0)            |

| Nr. | Data                  | Torneio               | Superfície | Parceiro     | Adversários na Final            | Resultado |
| 1.  | 10 de Outubro de 2010 | Tóquio, Japão         | Dura       | Eric Butorac | Andreas Seppi Dmitry Tursunov   | 6–3, 6–2  |
| 2.  | 24 de Outubro de 2010 | Estocolmo, Suécia     | Dura       | Eric Butorac | Johan Brunström Jarkko Nieminen | 6–3, 6–4  |
| 3.  | 1 de Maio de 2011     | Estoril, Portugal     | Saibro     | Eric Butorac | Marc López David Marrero        | 6–3, 6–4  |
| 4.  | 21 de Maio de 2011    | Nice, França          | Saibro     | Eric Butorac | Santiago González David Marrero | 6–3, 6–4  |
| 5.  | 2 de Outubro de 2011  | Kuala Lumpur, Malásia | Dura       | Eric Butorac | František Čermák Filip Polášek  | 6–1, 6–3  |

### Finais Perdidas (7)
| Nr. | Data                    | Torneio                         | Superfície | Parceiro        | Adversários na Final             | Resultado              |
| 1.  | 7 de Julho de 2008      | Båstad, Suécia                  | Saibro     | Johan Brunström | Jonas Björkman Robin Söderling   | 6–2, 6–2               |
| 2.  | 10 de Maio de 2009      | Belgrado, Sérvia                | Saibro     | Johan Brunström | Łukasz Kubot Oliver Marach       | 6–2, 7–6(3)            |
| 3.  | 20 de Junho de 2009     | 's-Hertogenbosch, Países Baixos | Grama      | Johan Brunström | Wesley Moodie Dick Norman        | 7–6(3), 6–7(3), [10–5] |
| 4.  | 2 de Agosto de 2009     | Umag, Croácia                   | Saibro     | Johan Brunström | František Čermák Michal Mertiňák | 6–4, 6–4               |
| 5.  | 26 de Setembro de 2009  | Bucareste, Romênia              | Saibro     | Johan Brunström | František Čermák Michal Mertiňák | 6–2, 6–4               |
| 6.  | 1 de Agosto de 2010     | Los Angeles, EUA                | Dura       | Eric Butorac    | Bob Bryan Mike Bryan             | 6–7(6), 6–2, [10–7]    |
| 7.  | 20 de Fevereiro de 2010 | Memphis, EUA                    | Dura       | Eric Butorac    | Max Mirnyi Daniel Nestor         | 6–2, 6–7(6), [10–3]    |